# Bidens colimana
Bidens colimana là một loài thực vật có hoa trong họ Cúc. Loài này được Melchert mô tả khoa học đầu tiên.